# دهکار
دهکار، روستایی از توابع بخش مرکزی شهرستان رودان در استان هرمزگان ایران است.

## جمعیت
این روستا در دهستان آب‌نما قرار دارد و براساس سرشماری مرکز آمار ایران در سال ۱۳۸۵، جمعیت آن ۱۵ نفر (۶خانوار) بوده‌است.